# Boćwinka (Surminy)
Boćwinka – część wsi Surminy w Polsce położona w województwie warmińsko-mazurskim, w powiecie gołdapskim, w gminie Banie Mazurskie.
Miejscowość należy do sołectwia Surminy.
W latach 1975–1998 miejscowość administracyjnie należała do województwa suwalskiego.
Wieś powstała około 1566 r. W pobliskiej Nowej Boćwince znajduje się stanowisko archeologiczne osady jaćwieskiej z III-IV w n.e.